# ري-كان!
ري-كان! (باليابانية: レーカン!، بالروماجي: Rēkan!) هي سلسلة مانغا يابانية من تأليف هيناكو سيتا، نشرت من قبل هوبونشا في مجلة مانغا تايم جومبو [الإنجليزية]. نشر أول فصل كون شوت، في ديسمبر 2009. ونشرت المانغا فيما بعد في فبراير عام 2010. أنتجت إلى مسلسل أنمي تلفزيوني من فبل استوديو بيرو بلاس، عرض في 3 أبريل عام 2015 واستمر عرض حتى 26 يونيو عام 2015، وتكون من 13 حلقة.

## القصة
تدور أحداث القصة عن هيبيكي أمامي هي فتاة في المدرسة الثانوية، لديها حاسة سادسة تمكنها من رؤية الأشباح والكائنات الخارقة والتفاعل معها وكذلك التحدث مع القطط والحيوانات الأخرى.

## الشخصيات

### البشر
هيبيكي أمامي (باليابانية: 天海 響، بالروماجي: Amami Hibiki)
أداء صوتي: إيبوكي كيدو
نارومي إينوي (باليابانية: 井上 成美، بالروماجي: Inoue Narumi)
أداء صوتي: ميكو إيتو
كانا أويهارا (باليابانية: 上原 佳菜، بالروماجي: Uehara Kana)
أداء صوتي: ريهو إيدا
كيوكو إيسومي (باليابانية: 江角 京子، بالروماجي: Esumi Kyōko)
أداء صوتي: ماو إيتشيميتشي
ماكوتو أوغاوا (باليابانية: 小川 真琴، بالروماجي: Ogawa Makoto)
أداء صوتي: إيري يامازاكي
كينتا يامادا (باليابانية: 山田 健太، بالروماجي: Yamada Kenta)
أداء صوتي: يوشيتاكا يامايا
أساهي أمامي (باليابانية: 天海 朝陽، بالروماجي: Amami Asahi)
أداء صوتي: واتارو هاتانو
يوكي إينوي (باليابانية: 井上 勇希، بالروماجي: Inoue Yūki)
أداء صوتي: أياهي تاكاغاكي
ماساكي يامادا (باليابانية: 山田 正輝، بالروماجي: Yamada Masaki)
أداء صوتي: شيهي كاجيكاوا

### الاشباح
رول كول ساموراى (باليابانية: 代返侍، بالروماجي: Daihenzamurai)
أداء صوتي: يوشيهيسا كاواهارا
هاناكو سان (باليابانية: 花子さん، بالروماجي: Hanako-san)
أداء صوتي: ميكاكو إيزاوا
إيرو نيكو (باليابانية: エロ猫، بالروماجي: Eroneko)
أداء صوتي: كوجيرا
ميري سان (باليابانية: メリーさん، بالروماجي: Merī-san)
أداء صوتي: إريكو ماتسوي
كوغال سبيريت (باليابانية: コギャル霊، بالروماجي: Kogyaru-rei)
أداء صوتي: أيا أوتشيدا
روح بلا رقبة / روح بلا وجه (باليابانية: 首無し霊، بالروماجي: Kubi-nashi-rei)
أداء صوتي: فوتابي كينو
الشريط الحجري في الحديقة (باليابانية: 公園の地縛霊، بالروماجي: Kōen no Jibakurei)
أداء صوتي: تسوغو موغامي
يوهي أمامي (باليابانية: 天海 夕陽، بالروماجي: Amami Yūhi)
أداء صوتي: يوكو ميناغوتشي
جدة نارومي (باليابانية: 成美の祖母، بالروماجي: Narumi no Sobo)

## وصلات خارجية
- موقع الأنمي الرسمي باللغة اليابانية
- ري-كان! على موقع ANN manga (الإنجليزية)